# Tracheops bolteri
Tracheops bolteri là một loài bướm đêm trong họ Geometridae.